# Bothrocophias
Bothrocophias is een geslacht van slangen uit de familie adders (Viperidae) en de onderfamilie groefkopadders (Crotalinae).

## Naam en indeling
De wetenschappelijke naam van de groep werd voor het eerst voorgesteld door Ronald L. Gutberlet en Jonathan Atwood Campbell in 2001. De slangen werden eerder aan andere geslachten toegekend, zoals Trigonocephalus, Lachesis, Bothrops en Porthidium. De soort Bothrocophias lojanus behoorde bijvoorbeeld tot 2019 tot de lanspuntslangen (Bothrops), zodat dit in veel literatuur nog wordt vermeld. Er zijn zeven soorten, inclusief de pas in 2001 beschreven soort Bothrocophias myersi.

## Levenswijze
De vrouwtjes zetten geen eieren af maar zijn eierlevendbarend, de jongen komen levend ter wereld.

## Verspreiding en habitat
De slangen komen voor in delen van Zuid-Amerika en leven in de landen Ecuador, Peru, Bolivia, Colombia en Brazilië. De habitat bestaat uit vochtige tropische en subtropische bossen, zowel in laaglanden als in bergstreken. Ook in door de mens aangepaste streken zoals weilanden, plantages en landelijke tuinen kunnen de dieren worden aangetroffen.

## Beschermingsstatus
Door de internationale natuurbeschermingsorganisatie IUCN is aan vijf soorten een beschermingsstatus toegewezen. Drie soorten worden beschouwd als 'veilig' (Least Concern of LC), een als 'kwetsbaar' (Vulnerable of VU) en een als 'gevoelig' (Near Threatened of NT).

## Soorten
Het geslacht omvat de volgende soorten, met de auteur en het verspreidingsgebied.
| Naam                         | Auteur                     | Verspreidingsgebied                        |
| ---------------------------- | -------------------------- | ------------------------------------------ |
| Bothrocophias andianus       | Amaral, 1923               | Peru, Bolivia                              |
| Bothrocophias campbelli      | Freire-Lascano, 1991       | Ecuador, Colombia                          |
| Bothrocophias colombianus    | Rendahl & Vestergren, 1940 | Colombia                                   |
| Bothrocophias hyoprora       | Amaral, 1935               | Ecuador, Colombia, Brazilië, Peru, Bolivia |
| Bothrocophias lojanus        | Parker, 1930               | Ecuador, Peru                              |
| Bothrocophias microphthalmus | Cope, 1875                 | Ecuador, Peru, Bolivia, Colombia, Brazilië |
| Bothrocophias myersi         | Gutberlet & Campbell, 2001 | Colombia                                   |